# Linköping
Linköping (Ausspracheⓘ, [ˈlinɕøːpiŋ]) ist eine Stadt in der schwedischen Provinz Östergötlands län und der historischen Provinz Östergötland. Die Universitäts- und Industriestadt ist Hauptort der gleichnamigen Gemeinde. Sie ist die siebtgrößte Stadt Schwedens.

## Geografie

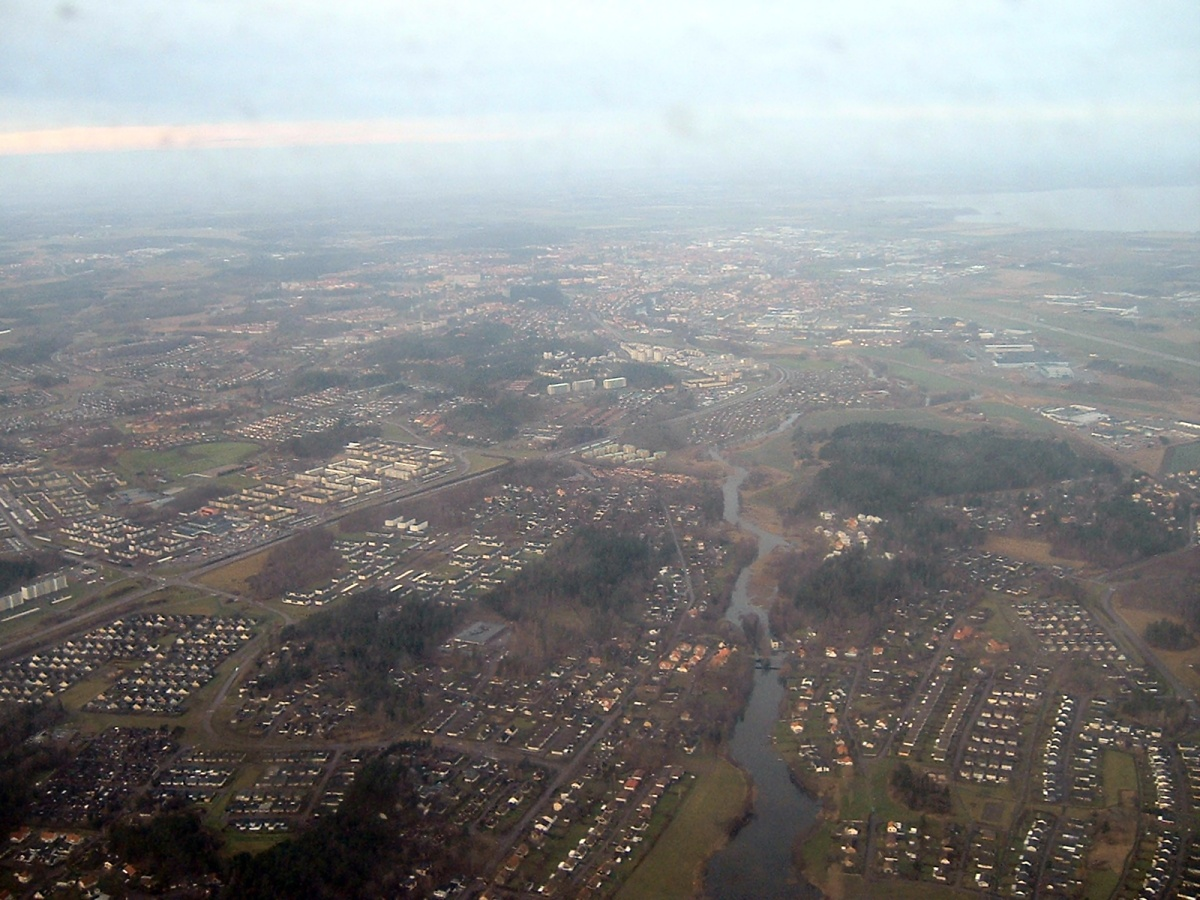
Linköping

Linköping liegt in einer fruchtbaren Gegend entlang des Flusses Stångån (Kinda-Kanal) und unweit des Sees Roxen. Im Norden wird die Stadt von der Europastraße E4 tangiert, die die Hafenstadt Helsingborg im Süden mit Stockholm verbindet. Es sind 200 km bis in die Hauptstadt und 40 km nach Norrköping.
Im Laufe der Jahre hat die Stadt eine geografische Ausbreitung erhalten, die auf der Karte einem auf dem Kopf stehenden „V“ gleicht. Das ehemalige Übungsgelände des Militärs, welches zu einem Naturschutzgebiet entwickelt werden soll, trennt die Schenkel des „V“ voneinander und verhindert eine verkehrstechnische Kommunikation zwischen den südwestlichen und südöstlichen Ausläufern der Stadt. Die Einrichtung des Naturschutzgebietes wird als wichtig angesehen, um die hier existierende ausgedehnte Eichenlandschaft zu schützen.

## Geschichte
Linköping war seit dem 12. Jahrhundert ein zentraler Platz für die Kirche in Östergötland. Das nahe gelegene Kloster Vreta wurde 1128 gegründet und die ältesten Teile des Doms von Linköping stammen aus dieser Epoche. Im nächsten Jahrhundert wurde mit dem Bau des Schlosses begonnen. Das Gebäude Längtan in der Straße Ågata gehörte wahrscheinlich zu einem Kloster das Magnus Ladulås im 13. Jahrhundert errichten ließ. Als wichtiger Kirchenort wurde Linköping von den neu gewählten schwedischen Königen bei ihrer Eriksgata besucht.
An der Brücke über den Stångån wurde 1598 der katholische König Sigismund III. Vasa von seinem Oheim Karl von Södermanland geschlagen. Fünf königliche Ratsherren richtete man darauf zwei Jahre später, in einer Aktion die den Namen „Blutbad von Linköping“ erhielt, hin. Die Schlacht war der Beginn eines Krieges zwischen Schweden und Polen, der bis 1629 andauerte.
Am 29. Januar 1700 wurde die Stadt von einem verheerenden Brand heimgesucht, der, mit Ausnahme des Doms und des Schlosses, so gut wie alle Gebäude des Ortes zerstörte.
Im Jahr 1885 hatte Linköping 11.284 Einwohner, welche sich mit Acker- und Gartenbau, Schifffahrt und Tabaksfabrikation beschäftigten. Im 20. Jahrhundert gab es einen merklichen ökonomischen Aufschwung, vor allem durch die Etablierung einer Flugzeugfabrik durch Saab (1937) und die Gründung der Universität (1975).

## Kultur und Sehenswürdigkeiten

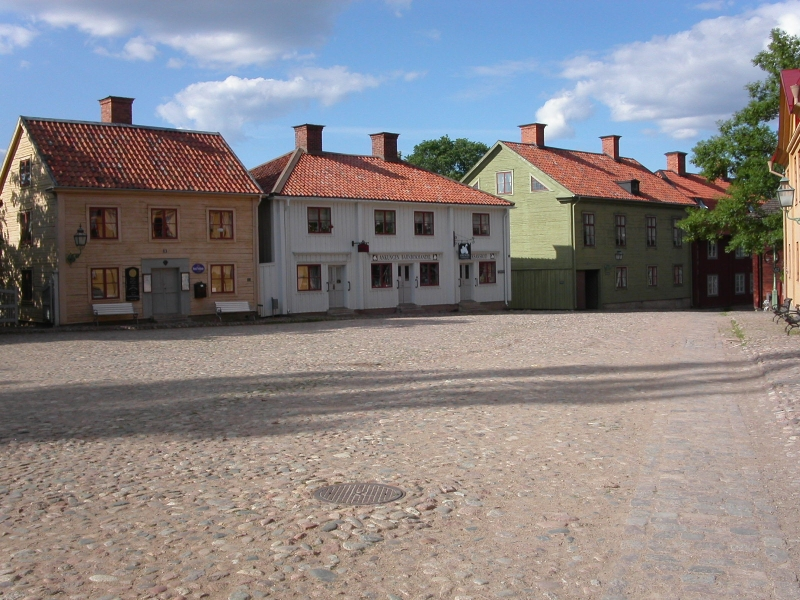
Gamla Linköping – Alt Linköping

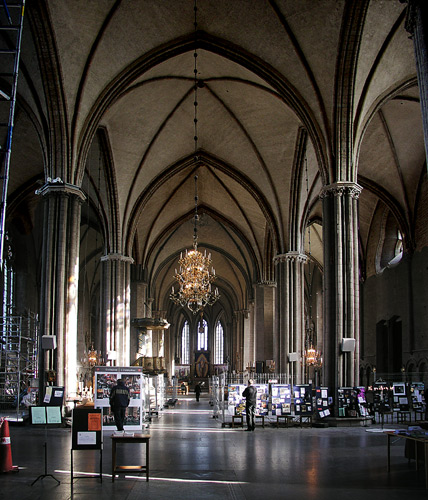
Dom zu Linköping

### Sehenswertes
Das Freilichtmuseum Gamla Linköping (Alt-Linköping) liegt südwestlich des Stadtzentrums. Es besteht aus ca. 90 Häusern, die zum Teil älter als 250 Jahre sind. Aufgebaut wie eine Kleinstadt finden sich hier neben Cafés, einer Post, einer Feuerwache, auch eine Apotheke und eine Polizeiwache sowie zahlreiche (Kunst-)Handwerksbetriebe. Auch die als Wohnhäuser genutzten Häuser können zum Teil betreten werden. Trotz des Namens ist Gamla Linköping kein ursprünglicher Stadtteil Linköpings. Die Häuser wurden zum größten Teil aus der Innenstadt an ihren neuen Standort umgesetzt.
Die Domkirche des Bischofssitzes Linköping überragt die Stadt und ist eines der bedeutendsten Bauwerke Skandinaviens. Sie wurde von 1150 und 1499 erbaut, ihr hoher Turm wurde zwischen 1747 und 1756 errichtet. Die nahegelegene Kirche von Kaga hat romanische Wurzeln.
Die Stadt ist auch der „Geburtsort“ des Rondellhundes.
Siehe auch: Liste der Bischöfe von Linköping

### Sport
Der Eishockeyclub LHC wurde 1976 gegründet. Nachdem in den 1990er Jahren intensiv in den Verein investiert wurde, etablierte sich die erste Mannschaft in der Elitserien. 2004 stellte man die neue Arena Cloetta Center fertig.
Im Fußball ist die Frauenmannschaft Linköpings FC sehr erfolgreich. Sie spielt in der Damallsvenskan. Der Sportclub LLK (Linköpings Långfärdsskridskoklubb) ist mit etwa 2000 Mitgliedern der zweitgrößte Club für Schlittschuhlanglauf in Schweden und die größte ehrenamtliche Vereinigung in Linköping.
In der Stadt befindet sich seit 2003 der größte in Beton gefertigte Skateboardpark Skandinaviens (Fun SkatePark), wo schon einige internationale Wettbewerbe durchgeführt wurden.

## Wirtschaft und Infrastruktur
Linköping ist Industrie- und Einkaufsstadt. Bedeutender Arbeitgeber sind die Saab-Flugzeugwerke. Saab unterhält zwei Flughäfen, den zivilen Linköping City Airport im Osten mit Fabrikationsanlagen für Flugzeuge und einen militärischen Flugplatz, die Malmen Air Base im Westen der Stadt. An dessen nördlichem Rand befindet sich das schwedische Luftwaffenmuseum. Während des Zweiten Weltkrieges unterhielt Saab zur Sicherung seiner Flugzeugproduktion eine unterirdische Fabrik von über 20 000 Quadratmetern Größe.
Dem Universitätscampus benachbart befindet sich der „Mjärdevi Science Park“, ein Technologie-Zentrum, in dem rund 4000 Angestellte arbeiten.

### Verkehr
Seit 20. Juni 2005 verkehrt der erste Biogaszug der Welt zwischen Linköping und der 80 Kilometer entfernt liegenden Ostseestadt Västervik. Um auch Personenzüge mit dem umweltschonenden Treibstoff auszustatten, wurden herkömmliche Triebwagen der Firma Fiat von der Betreiberfirma „Svensk Biogas“ umgebaut. Zwei Volvo-Gasmotoren ersetzen den alten Dieselmotor. Die sich an Bord des Zuges befindlichen elf Flaschen Biogas reichen für eine Strecke von 600 Kilometern.

### Bildung
Die Universität Linköping gehört zu den bedeutendsten Universitäten in Schweden.

## Städtepartnerschaften
- Linz, Österreich
- Roskilde, Dänemark
- Joensuu, Finnland
- Tønsberg, Norwegen
- Guangzhou, China
- Macau, China
- Pietrasanta, Italien
- Kaunas, Litauen
- Ísafjarðarbær, Island
- Oradea, Rumänien
- Estelí, Nicaragua
- Morogoro, Tansania
- Palo Alto, USA

## Persönlichkeiten

### Söhne und Töchter der Stadt
- Johannes Magnus (1488–1544), Geistlicher
- Olaus Magnus (1490–1557), Geistlicher, Kartograph und Geograph
- Charlotta Eckerman (1759–1790), Opernsängerin und Schauspielerin
- Per Ulrik Kernell (1797–1824), Schriftsteller der Romantik
- Carl Johan Tornberg (1807–1877), Orientalist und Hochschullehrer
- André Oscar Wallenberg (1816–1886), Gründer der SEB
- Pamela Noréus (1817–1892), Genre- und Landschaftsmalerin
- Henriette Sjöberg (1842–1915), Künstlerin, Illustratorin und Lehrerin
- Janne Lundblad (1877–1940), Dressurreiter
- Ernst Sandau, geborener Petersson (1880–1918), Fotograf
- Gustaf Olson (1883–1966), Turner und Fechter
- Hugo Theorell (1903–1982), Biochemiker
- Ivan Engnell (1906–1964), Theologe
- Carl Eric Almgren (1913–2001), Offizier des Heeres
- Thomas Funck (1919–2010), Hörspielautor
- Gösta Gärdin (1923–2015), Armeeoffizier und Fünfkämpfer
- Tage Danielsson (1928–1985), Regisseur, Autor und Komiker
- Anders Ehnmark (1931–2019), Journalist, Schriftsteller und Ehrendoktor in Philosophie der Universität Göteborg
- Gita Hall (1933–2016), Model und Schauspielerin
- Lennart Alvin (* 1941), Diplomat
- Björn Isfält (1942–1997), Musiker und Filmkomponist
- Rutger Gunnarsson (1946–2015), Musiker, Arrangeur und Musikproduzent
- Carl Michael von Hausswolff (* 1956), Musiker und Komponist
- Björn Almström (* 1959), Squashspieler
- Cecilia Stegö Chilò (1959–2025), Journalistin und Politikerin
- Claes Göransson (* 1959), Radrennfahrer
- Mons Kallentoft (* 1968), Schriftsteller und Journalist
- Joe Quitzke (* 1969), Jazzmusiker
- Anders Lindström (* 1969), Organist und Pianist der Rockband The Hellacopters
- Pär Lindström (* 1970), Schwimmer
- Camilla Tilling (* 1971), Opern- und Konzertsängerin
- Magnus Bäckstedt (* 1975), Radrennfahrer
- Thomas Johansson (* 1975), Tennisspieler
- Matilda Boson (* 1981), Handballspielerin
- Sara Eriksson (* 1981), Handballspielerin
- Tobias Forge (* 1981), Sänger der Heavy-Metal-Band Ghost
- Jonna Lee (* 1981), Sängerin, Produzentin und Kreativdirektorin
- Mercedes Mason (* 1983), Schauspielerin
- Ludwig Göransson (* 1984), Komponist
- Marcus Piehl (* 1985), Schwimmer, Europameister, Vize-Weltmeister
- Jonas Junland (* 1987), Eishockeyspieler
- Jonas Lund (* 1987), Künstler
- Adam Lönn (* 1991), Handballspieler
- Gustav Forsling (* 1996), Eishockeyspieler

### Personen, die mit der Stadt verbunden sind
- Gustaf Bengtsson (1886–1965), Komponist und Musiker, lebte und wirkte von 1943 bis 1965 in der Stadt
- Bengt-Arne Wallin (1926–2015), Jazz-Komponist, Arrangeur, Trompeter und Flügelhornist
- Lars Winnerbäck (* 1975), Sänger, hier aufgewachsen